# Cincinnati Mohawks
I Cincinnati Mohawks sono stati una squadra di hockey su ghiaccio dell'International Hockey League con sede nella città di Cincinnati, nello stato dell'Ohio. Nacquero nel 1949 e disputarono le loro prime tre stagioni nell'American Hockey League prima di trasferirsi nella IHL, lega nella quale giocarono fino al loro scioglimento nel 1958.

## Storia
Nel 1949 la franchigia AHL dei Washington Lions si trasferì dalla capitale a Cincinnati dove assunse la denominazione di Cincinnati Mohawks. La formazione giocò per tre stagioni nel nuovo Cincinnati Gardens e fu il farm team dei Montreal Canadiens e dei New York Rangers.
Nel 1952 i Mohawks cambiarono lega passando all'International Hockey League. Nelle sei stagioni successive conclusero sempre al primo posto la stagione regolare, stabilendo un record mai eguagliato nella IHL con cinque titoli vinti consecutivamente dal 1953 al 1957. L'unico campionato non vinto fu quello 1957-1958, l'ultimo disputato dalla franchigia prima del suo scioglimento.

### Affiliazioni
Nel corso della loro storia i Cincinnati Mohawks sono stati affiliati alle seguenti franchigie della National Hockey League:
- Montreal Canadiens: (1949-1951)
- New York Rangers: (1950-1952)

## Record stagione per stagione
| Cincinnati Mohawks (AHL) |      |    |    |    |    |     |     |     |    |                                                                        |
| 1949-50                  | West | 70 | 19 | 37 | 14 | 52  | 185 | 257 | 5° |                                                                        |
| 1950-51                  | West | 70 | 28 | 34 | 8  | 64  | 203 | 228 | 5° |                                                                        |
| 1951-52                  | West | 68 | 29 | 33 | 6  | 64  | 183 | 228 | 3° | vince 1º turno (Buffalo) 3-0 perde semifinali (Providence) 1-3         |
| Cincinnati Mohawks (IHL) |      |    |    |    |    |     |     |     |    |                                                                        |
| 1952-53                  | IHL  | 60 | 43 | 13 | 4  | 90  | 310 | 152 | 1° | vince semifinali (Toledo) 4-1 vince Turner Cup (Grand Rapids) 4-0      |
| 1953-54                  | IHL  | 64 | 47 | 15 | 2  | 96  | 325 | 153 | 1° | vince 1º turno (Marion) 4-1 vince Turner Cup (Johnstown) 4-2           |
| 1954-55                  | IHL  | 60 | 40 | 19 | 1  | 81  | 268 | 164 | 1° | vince semifinali (Toledo) 3-0 vince Turner Cup (Troy) 4-3              |
| 1955-56                  | IHL  | 60 | 45 | 13 | 2  | 92  | 336 | 159 | 1° | vince semifinali (Fort Wayne) 3-0 vince Turner Cup (Toledo-Marion) 4-0 |
| 1956-57                  | IHL  | 60 | 50 | 9  | 1  | 101 | 245 | 113 | 1° | vince semifinali (Huntington) 3-1 vince Turner Cup (Indianapolis) 4-0  |
| 1957-58                  | IHL  | 64 | 43 | 16 | 5  | 91  | 303 | 176 | 1° | perde semifinali (Louisville) 1-3                                      |

## Record della franchigia

### Singola stagione
Gol: 57  Bill Sutherland (1957-58)
Assist: 53  Gary Edmundson (1953-54)
Punti: 97  Don Marshall (1952-53)
Minuti di penalità: 145  Ivan Irwin (1950-51)

### Carriera
Gol: 140  Don Smith
Assist: 170  Don Smith
Punti: 310  Don Smith
Minuti di penalità: 394  Don Smith
Partite giocate: 298  Don Smith

## Palmarès

### Premi di squadra
- Turner Cup: 5

1952-1953, 1953-1954, 1954-1955, 1955-1956, 1956-1957
- Fred A. Huber Trophy: 6

1952-1953, 1953-1954, 1954-1955, 1955-1956, 1956-1957, 1957-1958

### Premi individuali
- George H. Wilkinson Trophy: 3

Phil Goyette: 1954-1955
Max Mekilok: 1955-1956
Warren Haynes: 1957-1958
- James Gatschene Memorial Trophy: 2

Don Marshall: 1952-1953
Phil Goyette: 1954-1955
- James Norris Memorial Trophy: 2

Glenn Ramsay: 1956-1957, 1957-1958